# Åmål
Åmål er et byområde i Dalsland i Sverige og hovedby i Åmåls kommun i Västra Götalands län. Byen er beliggende ved Vänern.

## Historie
Åmål (da stavet som Åmoll efter det ældre Amordh) fik sine købstadsprivilegier den 1. april 1643 af dronning Kristina af Sveriges formynderregering. Ingen andre bysamfund i Dalsland har fået købstadsprivilegium. Byens anlæggelse var en direkte regeringsforanstaltning for at stoppe landskabshandelen og frem for alt tømmerhandelen til Norge. Men det lykkedes aldrig for myndighederne at stoppe selve smugleriet. For skovejerne var grænsehandelen vigtig.
I 1901 nedbrændte store dele af byen nord for Åmålsån, mens husene på den anden side af åen, Gamla Stan, ved Plantaget (byens gamle torv), dog klarede sig. I 1902 blev brandstationen opført (og revet ned igen i slutningen af 1970'erne).
I 2002 blev Åmål tildelt udmærkelsen Årets Stadskärna i Sverige. I den internationale konkurrence Livcom Awards, som blev afgjort i La Coruña i Spanien i 2005, kom Åmål på en andenplads og kunde da kalde sig for verdens næstbedste småby.

### Administrative tilhørligheder
Åmåls stad blev ved kommunalreformen i 1862 omdannet til en stadskommun omgivet af Åmåls landskommun. Stadskommunen blev i 1971 en del af Åmåls kommun med Åmål som hovedby.
I kirkeligt henseende har byen siden 1963 (og før 1643) hørt til Åmåls forsamling og inden da til Åmåls stadsforsamling, med mindre dele i Åmåls landsforsamling.
Byen indgik frem til 1948 i domkredsen for Åmåls rådhusrätt og derefter til 1971 i Tössbo och Vedbo tingslag. Fra 1971 til 1999 indgik Åmål i Åmåls domsaga, før 1971 benævnt Tössbo och Vedbo tingsrätts domsaga. Siden 1999 indgår Åmål i Vänersborgs domkrets.

## Bybillede
Åmål er beliggende på begge sider af Åmålsån, som løber gennem byen fra vest til øst, og munder ud i Åmålsviken i Vänern.
Byen har i sine centrale dele en regelmæssig byplan. Midtpunktet er torvet ved Åmålsån, som deler byen i en nordlig og en sydlig halvdel.

### Bydele
- Adolfsberg
- Hagalund
- Hammarshaget
- Herrängen
- Karlberg
- Kotten, beliggende syd for jernbanestationen og indkilet mellem to industriområder. Bebyggelsen består af boliger fra starten af 1900-tallet.
- Kristineberg
- Ljungsberg
- Lugnet
- Mörtebol
- Nygård
- Räveln
- Rösparken
- Stätterud
- Västra Åsen
- Örnäs
- Östra Åsen

## Forbindelser
Europavej E45 og länsväg 164 samt jernbanen Vänerbanen passerer Åmål. Fra Åmål er der 377 km til Stockholm, 175 km til Göteborg, 75 km til Karlstad og 190 km til Oslo. Tog- og busforbindelser findes på linjen Karlstad-Göteborg. Mere lokal trafik organiseres af Västtrafik, med busser til blandt andet Bengtsfors. Den nærmeste lufthavn ligger i Karlstad.

## Begivenheder
Hver sommer afholdes en stor bluesfestival, som strækker sig over fire dage og litteraturfestivalen Bokdagar i Dalsland, som strækker sig over to dage.

## Idræt
I Åmål findes to fodboldklubber, IF Viken og IFK Åmål. IF Vikens farver er lyseblå trøjer med hvide bukser og lyseblå strømper. IFK Åmål har samme farver som de mere velkendte kammerater i IFK Göteborg, det vil sige blå/hvidkantede trøjer med blå bukser.
Åmåls ishockeyhold hedder Åmåls SK. Klubbens farver er gule trøjer, sorte bukser og gule strømper. Den sort-gule farvekombination er nærmest et arv fra Fengersfors IK, fra hvis tidligere ishockeysektion Åmåls SK har sin oprindelse, og yderst fra Västgöta-Dals regemente (1624-1902), som førte de sort-gule farver.
Åmåls floorballhold hedder Åmåls IBK. Klubbens farver er orange/blå trøjer, sorte bukser og sorte strømper fra Intersport.

## Erhvervsliv

### Handel
Varehuset EPA åbnede i Åmål den 2. juni 1961 og blev fulgt op af konkurrenten Domus den 16. maj 1963. EPA lå på Kungsgatan 24 og Domus på Kungsgatan 11 i kvarteret Liljan Större, hvor Konsum tidligere havde haft sin virksomhed. Begge varehuse er senere lukket. Åmål har dog en ICA-butik og to Coop-butikker.
Byens kooperative butikker tilhørte Åmåls konsumtionsförening frem til 1974, hvor denne blev en del af Konsum Bohuslän-Dal (senere Konsum Bohuslän-Älvsborg og fra 2015 Coop Väst).
I efteråret 2007 åbnede Netto i Domus' tidligere lokaler på Kungsgatan. En tidligere Ica Kvantum beliggende på Fågelmyrsgatan nær motorvejen blev solgt til det norskejede Eurocash som genåbnede i 2008. Nettos butik blev nedlagt i 2020 da kæden(s svenske aktiviteter) blev opkøbt af Coop. Samme år blev Eurocash-butikken købt af Axfood, som flyttede virksomheden til Bengtsforsrondellen og genåbnede som en Willys den 20. maj 2021.

### Bankvæsen
Åmåls sparbank blev grundlagt i 1832, og blev i 1986 opkøbt af Sparbanken Väst som senere blev en del af Swedbank.
Wermlands enskilda bank havde kontor i Åmål fra omkring 1860'erne. Enskilda Banken i Venersborg etablerede sig i Åmål i 1903. Den i 1918 grundlagte Dalslands bank havde tidligt kontor i Åmål. I august 1949 blev Värmlandsbankens kontor overtaget af Jordbrukarbanken. De andre to banker blev i 1940'erne opkøbt af Handelsbanken og Skandinaviska Banken.
Swedbank, SEB, Handelsbanken og Nordea har alle stadigvæk kontor i Åmål.

## Åmål i litteratur og film
Udtrykket "alltid något, sa fan när han fick se Åmål" eller "det var ändå något, sade den, som första gången såg Åmål" skulle første gang være nævnt den 15. januar 1846 i Åmåls ugeblad. Det var meget velkendt i 1870'erne.
Åmål er også kendt fra Lukas Moodyssons film Fucking Åmål fra 1998, som finder sted i bydelen Ljungsberg, men dog er indspillet i Trollhättan.